# I polskatagen
I polskatagen är en LP-skiva med svensk folkmusik från södra Hälsingland traditionsspelad av Ulf Störling utgiven 1985 med skivmärket Hurv KRLP-10.

## Låtlista
1. "Polska efter Pell-Pers Manne, Bollnäs"
2. "Trollet i skäkten, polska efter Anders Wallin, Hertsjö, Bollnäs"
3. "Gånglåt, bröllopsmarsch efter Olles Jonke, Alfta"
4. "Näckens polska ifrån gamla tider efter Pell-Pers Manne, Bollnäs"
5. "Brudpolska efter Olles Jonke, Alfta"
6. "Jämtpolska, Alfta"
7. "Jämtpolska efter Snicker-Ersker, Ovanåker"
8. "Vals efter Lars Hult, Alfta"
9. "Tyska klockorna efter Lars Rune Olsson, Bollnäs"
10. "Brudpolska efter Manne Eriksson, Järvsö"
11. "Gånglåt efter Olles Jonke, Alfta"
12. "Polska efter Tulpan, Alfta"
13. "Gånglåt efter Olles Jonke, Alfta"
14. "Snicker-Erskers polskan efter Olles Jonke, Alfta"
15. "Gavells Ella, slängpolska efter Olles Jonke, Alfta"
16. "Landbonns polska (Granells polska) efter Olles Jonke, Alfta"
17. "Rullstråksfabriken av Ulf Störling"
18. "Polska efter Pell-Pers Manne, Bollnäs"
19. "Oscar II:s vals efter Mauritz Callmyr, Alfta"